# Міріан Майсурадзе
Міріан Майсурадзе (груз. Sportsmen; нар. 7 грудня 1999, Оні, Рача-Лечхумі та Квемо-Сванеті) — грузинський борець вільного стилю, срібний та бронзовий призер чемпіонатів світу, триразовий бронзовий призер чемпіонатів Європи.

## Життєпис
Боротьбою почав займатися з року. У 2016 році став чемпіоном світу серед кадетів. У 2019 році виграв чемпіонат Європи з боротьби серед юніорів. У 2022 році здобув бронзову медаль чемпіонату Європи серед молоді.

## Спортивні результати на міжнародних змаганнях

### Виступи на Чемпіонатах світу
| Змагання                        | Збірна | Вагова категорія          | Місце  |
| ------------------------------- | ------ | ------------------------- | ------ |
| Чемпіонат світу з боротьби 2022 | Грузія | вільна боротьба, до 92 кг | Бронза |
| Чемпіонат світу з боротьби 2023 | Грузія | вільна боротьба, до 92 кг | 5      |
| Чемпіонат світу з боротьби 2024 | Грузія | вільна боротьба, до 92 кг | Срібло |

### Виступи на Чемпіонатах Європи
| Змагання                         | Збірна | Вагова категорія          | Місце  |
| -------------------------------- | ------ | ------------------------- | ------ |
| Чемпіонат Європи з боротьби 2022 | Грузія | вільна боротьба, до 92 кг | Бронза |
| Чемпіонат Європи з боротьби 2023 | Грузія | вільна боротьба, до 92 кг | Бронза |
| Чемпіонат Європи з боротьби 2024 | Грузія | вільна боротьба, до 92 кг | Бронза |

### Виступи на Кубках світу
| Змагання                    | Збірна | Вагова категорія | Місце |
| --------------------------- | ------ | ---------------- | ----- |
| Кубок світу з боротьби 2022 | Грузія | команда          | 4     |

### Виступи на інших змаганнях
| Змагання                                    | Збірна | Вагова категорія          | Місце  |
| ------------------------------------------- | ------ | ------------------------- | ------ |
| Турнір Дана Колова — Николи Петрова 2021    | Грузія | вільна боротьба, до 92 кг | Золото |
| Меморіал Маттео Пелліконе 2022              | Грузія | вільна боротьба, до 92 кг | Срібло |
| Відкритий чемпіонат Загреба з боротьби 2023 | Грузія | вільна боротьба, до 92 кг | Срібло |
| Турнір Ібрагіма Мустафи 2023                | Грузія | вільна боротьба, до 92 кг | Бронза |
| Турнір К. У. Кожомкула і Р. Санатбаєва 2023 | Грузія | вільна боротьба, до 92 кг | Золото |
| Меморіал Імре Поляка та Яноша Варги 2023    | Грузія | вільна боротьба, до 92 кг | 5      |
| Відкритий чемпіонат Загреба з боротьби 2024 | Грузія | вільна боротьба, до 92 кг | Бронза |
| Меморіал Імре Поляка та Яноша Варги 2024    | Грузія | вільна боротьба, до 92 кг | Золото |
| Турнір Мухамета Мало 2025                   | Грузія | вільна боротьба, до 92 кг | 5      |

### Виступи на змаганнях молодших вікових груп
| Змагання                                       | Збірна | Вагова категорія          | Місце  |
| ---------------------------------------------- | ------ | ------------------------- | ------ |
| Чемпіонат Європи з боротьби серед кадетів 2016 | Грузія | вільна боротьба, до 76 кг | 7      |
| Чемпіонат світу з боротьби серед кадетів 2016  | Грузія | вільна боротьба, до 76 кг | Золото |
| Чемпіонат Європи з боротьби серед юніорів 2019 | Грузія | вільна боротьба, до 86 кг | Золото |
| Чемпіонат світу з боротьби серед юніорів 2019  | Грузія | вільна боротьба, до 86 кг | 5      |
| Чемпіонат Європи з боротьби серед молоді 2021  | Грузія | вільна боротьба, до 92 кг | 5      |
| Чемпіонат світу з боротьби серед молоді 2022   | Грузія | вільна боротьба, до 92 кг | Бронза |